# Dasyuris monacmaria
Dasyuris monacmaria är en fjärilsart som beskrevs av Paul Mabille 1897. Dasyuris monacmaria ingår i släktet Dasyuris och familjen mätare. Inga underarter finns listade i Catalogue of Life.